# Thomas Kleineidam
Thomas Kleineidam (* 9. Februar 1958 in Berlin; † 31. August 2013 ebenda) war ein deutscher Politiker (SPD) und Mitglied des Abgeordnetenhauses von Berlin. Er war innenpolitischer Sprecher der SPD-Fraktion im Berliner Abgeordnetenhaus.

## Leben
Kleineidam machte 1978 sein Abitur an einem West-Berliner Gymnasium. Anschließend übte er bis 1981 verschiedene Tätigkeiten als Fotograf und Fotolaborant aus. Danach studierte er an der FU Berlin Rechtswissenschaften und bestand 1990 sein erstes juristisches Staatsexamen. Im Anschluss absolvierte er sein Referendariat und 1993 machte er schließlich das zweite juristische Staatsexamen. Ab September war er als selbständiger Rechtsanwalt in Berlin tätig.
Thomas Kleineidam trat 1984 der SPD bei und war von 1992 bis 1999 Mitglied der Bezirksverordnetenversammlung Spandau, von 1997 bis 1999 war er Fraktionsvorsitzender der SPD. Nach seinem Ausscheiden aus der Bezirksverordnetenversammlung zog er als Direktkandidat ins Abgeordnetenhaus von Berlin ein und wurde 2001, 2006 und 2011 wiedergewählt. Von seinem Eintritt bis 2006 war er migrationspolitischer Sprecher der SPD-Fraktion. Seit 2006 war er Mitglied des Ausschusses für Inneres, Sicherheit und Ordnung, des Ausschusses für Integration, Arbeit, Berufliche Bildung und Soziales, des Ausschusses für Verfassungs- und Rechtsangelegenheiten, Immunität und Geschäftsordnung und auch des Ausschusses für Verfassungsschutz, dessen Vorsitz er auch innehatte. Seit 2006 war er zudem Datenschutzbeauftragter der SPD Berlin und seit Mai 2007 Vorsitzender des Fachausschusses III (Innen- und Rechtspolitik) der SPD Berlin.
Er erkrankte 2010 an Lungenkrebs und starb am 31. August 2013.